# Nikolai Bogoliúbov
Nikolai Bogoliúbov (rus: Николай Николаевич Боголюбов)  (Nijni Nóvgorod, 8 d'agost de 1909 (Julià) - Moscou, 13 de febrer de 1992), també transliterat com a Bogolyubov i Bogolubov, fou un matemàtic i físic teòric soviètic conegut per una contribució significativa a la teoria quàntica de camps, a la mecànica estadística quàntica i clàssica i la teoria de sistemes dinàmics.
Des de 1956 fou director del Laboratori de Física Teòrica de l'Institut de Recerca Nuclear de Dubna (JINR). Del 1965 al 1988 fou director del JINR. Del 1983 al 1988 també fou director de l'Institut Steklov de Matemàtiques i cap del Departament d'Estadística Quàntica i Teoria de Camps del Departament de Física de la Universitat Estatal de Moscou del 1966 al 1992.
Acadèmic de l'Acadèmia Russa de les Ciències (1991), de l'Acadèmia de les Ciències de l'URSS (des de 1953) i de l'Acadèmia de les Ciències de l'RSS d'Ucraïna (1948), Fundador d'escoles científiques en mecànica no lineal i física teòrica. Dos cops Heroi del Treball Socialista. Va ser nominat al Premi Nobel.

## Biografia
Nikolai Bogoliúbov va néixer en la família d'un professor de teologia, filosofia i psicologia, escriptor i arxipreste espiritual de l'Església Ortodoxa Russa, Nikolai Mikhàilovitx Bogoliúbov (1872-1934). La mare del futur científic, Olga Nikolàievna, de soltera Luminàrskaia, es va graduar al departament de Nijni Nóvgorod del Conservatori de Moscou en piano i va treballar a Nijni Nóvgorod com a professora de música. La família va tenir tres fills: Nikolai Nikolàievitx Bogoliúbov (senior), Aleksei Nikolàievitx Bogoliúbov (1911-2004) - matemàtic, historiador de la ciència, membre corresponent de l'Acadèmia Nacional de les Ciències d'Ucraïna i Mikhaïl Nikolàievitx Bogoliúbov (1918-2010) - lingüista, acadèmic de l'Acadèmia Russa de les Ciències.
El 1913, la família es va traslladar a Kíev, on Bogoliúbov pare va ocupar el càrrec de professor de teologia a la Universitat de Sant Vladimir. La infantesa de Nikolai transcorregué durant els anys de la Guerra Civil Russa, la seva família era pobra i el seu pare es va dedicar a l'educació del noi. En adonar-se del talent del seu fill i l'afany de ciències físiques i matemàtiques, el seu pare es va emportar llibres de la biblioteca de la universitat. Després de completar el pla de set anys, Nikolai ja es dedicava independentment a les matemàtiques i la física. A mitjan 1922, el seu coneixement de matemàtiques i física era comparable al d'un curs universitari complet. Els seus professors foren els acadèmics Dmitri Grave i Nikolai Krilov.
Als 14 anys, N. N. Bogoliúubov va participar en el seminari científic de Dmitri Grave a la Universitat de Kíiv. El 1924, en col·laboració amb el seu professor i mentor Nikolai Krilov, va escriure el seu primer treball científic publicat, Sobre el comportament de les solucions d'equacions diferencials lineals a l'infinit, rus: О поведении решений линейных дифференциальных уравнений на бесконечности. El 1925, quan Bogoliúbov tenia 16 anys, el petit presidi d'Ukrglavnauka va decidir: "En vista de les habilitats fenomenals en matemàtiques, considereu N. N. Bogoliúbov com a estudiant de postgrau al departament d'investigació de matemàtiques de Kíev". El seu assessor científic va ser Nikolai Krilov. Va obtenir el grau de Kandidat Nauk ("Candidat en ciències", equivalent a un doctorat) el 1928, a l'edat de 19 anys, amb la tesi doctoral titulada Sobre mètodes directes de càlcul variacional. El 1930, als 21 anys, a proposta de Nikolai Krilov i Dmitri Grave, l'Acadèmia de les Ciències de l'RSS d'Ucraïna li va concedir el títol de Doktor Nauk ("Doctor en ciències", equivalent a una habilitació) sense defensar una tesi ("honoris causa").
El 1930, Bogoliúbov va rebre el premi de l'Acadèmia de Ciències de Bolonya pel seu treball sobre mètodes directes de càlcul de variacions.
El 1934-1959 va treballar a la Universitat de Kíiv (des del 1936 - professor, el 1936-1941 i el 1944-1950 - cap del departament de física matemàtica).
El 1950 va començar a treballar a l'Institut Steklov de Matemàtiques i a la Universitat Estatal de Moscou.
De 1950 a 1953 va dirigir el departament de matemàtiques a Arzamas-16.

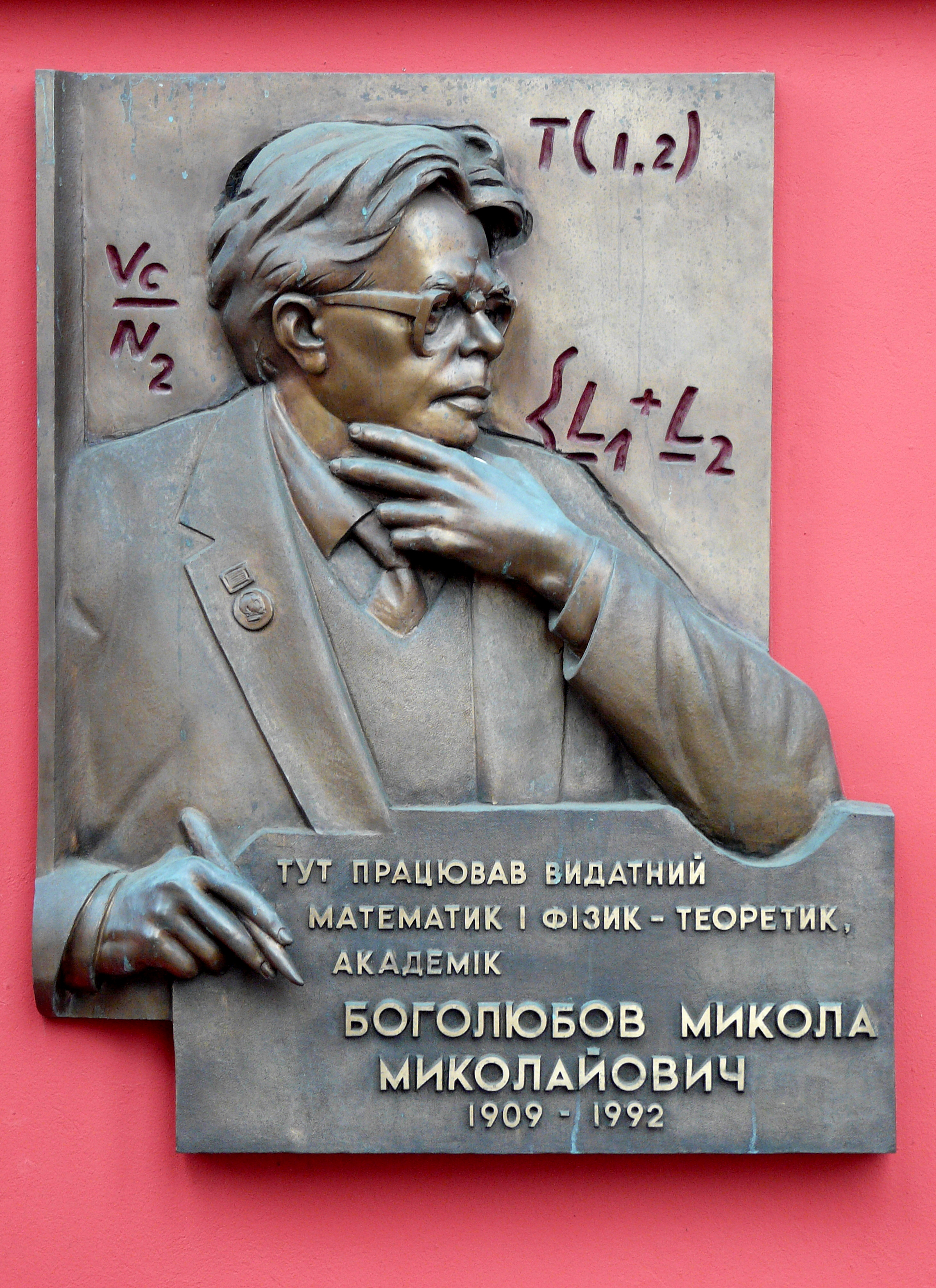
Placa commemorativa a Dubnà.

Des de 1956, també va treballar a l'Institut de Recerca Nuclear de Dubna (JINR); de 1956 a 1965, va ser director del Laboratori de Física Teòrica, de 1965 a 1988, director del JINR, i de 1988 a 1992, director honorari del JINR.
El 1963 va ser elegit acadèmic-secretari del Departament de Matemàtiques de l'Acadèmia de Ciències de l'URSS (va ocupar aquest càrrec fins al 1988).
En el període 1965-1973 fou director de l'Institut de Física Teòrica de l'Acadèmia de les Ciències d'Ucraïna.
Com a director de JINR, també va dirigir l'Institut Steklov de Matemàtiques el 1983–88.
Professor de la Universitat Estatal de Moscou des del 1943 (Departament de Física Teòrica). El 1953, N. N. Bogoliúbov va ser elegit cap del Departament de Física Teòrica de la Universitat Estatal de Moscou, el 1953-1965 fou Cap del Departament de Física i Mecànica Estadístiques de la Universitat Estatal de Moscou, organitzador i responsable del Departament d'Estadística Quàntica i Teoria de Camp del Departament de Física de la Universitat Estatal de Moscou del 1966 al 1992.
Va ser assessor del Presidium de l'Acadèmia Russa de les Ciències i redactor en cap de la revista FETXAIA, rus: ФЭЧАЯ i membre del consell editorial de la revista Física teòrica i matemàtica, rus: Теоретическая и математическая физика.
Va dedicar molt temps i atenció a les activitats socials. Va ser elegit diputat al Soviet de la Unió del Soviet Suprem de la Unió Soviètica de les convocatòries 7-11 (1966-1984) per l'óblast de Moscou. Va ser membre del moviment Pugwash de científics per la pau.
Com molts matemàtics i acadèmics de l'Acadèmia de les Ciències de l'URSS (Dmitri Faddéiev, Vladímir Smirnov, Vladímir Arnold, Pàvel Aleksàndrov, Anatoli Dorodnitsin, Leonid Kantoròvitx, Piotr Nóvikov, Serguei Nóvikov, Víktor Màslov i altres), N. N. Bogoliúbov mai no va ser membre del PCUS.
Era un creient ortodox. A. N. Bogoliúbov va escriure:
| « | És difícil caracteritzar la totalitat d'interessos de N. N. Bogoliúbov, que no tenien relació amb les matemàtiques, la física, la mecànica. Era un universal i, segons va assenyalar Andrei Sàkharov, en sabia molt ... Tot el cos del seu coneixement era un tot i el fonament de la seva filosofia era la seva profunda religiositat (va dir que els físics no religiosos es poden comptar amb els dits de les mans). Era fill de l'Església Ortodoxa i sempre, quan el temps i la salut li ho permetien, anava a vespres i a missa a l'església més propera. | » |

Va ser un dels acadèmics de l'Acadèmia de les Ciències de l'URSS que va signar el 1973 una carta de científics al diari Pravda on condemnava el "comportament de l'acadèmic Andrei Sàkharov". A la carta, Sàkharov va ser acusat de "fer diverses declaracions difamatòries del sistema polític, de les polítiques estrangeres i nacionals de la Unió Soviètica", i els acadèmics van qualificar les seves activitats de drets humans com a "difamació de l'honor i la dignitat del científic soviètic".
A mitjan 1989, amb el suport de N. N. Bogolyubov, es va lliurar als creients de Dubnà l'Església de l'Elogi de la Santíssima Mare de Déu, propietat del JINR.
Va estar casat i d'aquest matrimoni en van néixer dos fills. El fill gran, Nikolai, és un especialista en el camp de la física matemàtica i la mecànica estadística, investigador en cap de l'Institut Steklov de Matemàtiques i membre corresponent de l'Acadèmia Russa de les Ciències.
El seu nebot, N. M. Bogoliúbov també es va convertir en matemàtic i físic teòric.

## Recerca
Els treballs fonamentals de Nikolai Bogoliúbov es van dedicar a mètodes asimptòtics de la mecànica no lineal, teoria quàntica de camps, mecànica estadística, càlcul de variacions, mètodes d'aproximació en anàlisi matemàtica, equacions diferencials i equacions de física matemàtica, teoria de l'estabilitat, teoria dels sistemes dinàmics i a moltes altres àrees .
Va construir una nova teoria de matrius de dispersió, va formular el concepte de causalitat microscòpica, va obtenir resultats importants en electrodinàmica quàntica, i va investigar sobre la base del teorema de la falca les relacions de dispersió en la física de partícules elementals. Va suggerir una nova síntesi de la teoria de Bohr de les funcions quasiperiòdiques i va desenvolupar mètodes per a la integració asimptòtica d'equacions diferencials no lineals que descriuen processos oscil·lants.
El famós físic nord-americà i director del Projecte Manhattan, Robert Oppenheimer, va quedar bastant sorprès quan va conèixer el treball de Bogoliúbov en el camp de les relacions de dispersió: de fet, coneixia el seu treball sobre oscil·lacions no lineals, és a dir, un camp completament diferent. Científics estrangers en general, durant algun temps van creure que Bogoliúbov era un nom d'equip, un pseudònim darrere del qual s'amagaven diversos físics i matemàtics.

### Matemàtiques i mecànica no lineal
- El 1932-1943, a la primera etapa de la seva carrera, va treballar en col·laboració amb Nikolai Krilov en problemes matemàtics de la mecànica no lineal i va desenvolupar mètodes matemàtics per a la integració asimptòtica d'equacions diferencials no lineals. També va aplicar aquests mètodes a problemes de mecànica estadística.
- El 1937, conjuntament amb Nikolai Krilov, va demostrar els teoremes de Krilov-Bogoliúbov.[19]
- El 1956, a la Conferència Internacional de Física Teòrica de Seattle, Estats Units (setembre de 1956), va presentar la formulació i la primera prova del teorema de la falca. Aquest teorema en la teoria de funcions de diverses variables complexes té implicacions importants en les relacions de dispersió en la física de partícules elementals.

### Mecànica estadística
- 1939: Conjuntament amb Nikolai Krilov va donar la primera derivació microscòpica consistent de l'equació de Fokker-Planck en l'esquema únic de la mecànica clàssica i quàntica.[20]
- 1945: Va suggerir la idea de jerarquia dels temps de relaxació, la qual cosa és important per a la teoria estadística de processos irreversibles.
- 1946: Va desenvolupar un mètode general per a una derivació microscòpica d'equacions cinètiques per a sistemes clàssics.[21][22] El mètode es basava en la jerarquia d'equacions per a les funcions de distribució de diverses partícules coneguda ara com a jerarquia BBGKY.
- 1947: Conjuntament amb Kiril Gúrov va estendre aquest mètode a la derivació d'equacions cinètiques per a sistemes quàntics sobre la base de la jerarquia quàntica BBGKY.[23]
- 1947—1948: Va introduir les equacions cinètiques en la teoria de la superfluïdesa,[24][25] va computar l'espectre d'excitació d'un imperfectament feble gas de Bose, va mostrar que aquest espectre té les mateixes propietats que l'espectre de l'heli II, i va utilitzar aquesta analogia per a una teoria descripció de la superfluïdesa de l'heli II.
- 1958: Va formular una teoria microscòpica de la superconductivitat[26] i va establir una analogia entre els fenòmens de superconductivitat i superfluides; Aquesta contribució es va detallar en detalls al llibre Un nou mètode en la teoria de la superconductivitat, rus: Новый метод в теории сверхпроводимости. - Moscou: Editorial de l'Acadèmia de les Ciències de l'URSS, 1958 (coautors: Tolmatxev V.V., Xírkov).

### Teoria quàntica
- 1955: va desenvolupar una teoria axiomàtica per a la matriu de dispersió (matriu S) en la teoria quàntica de camps i va introduir la condició de causalitat de la matriu S en termes de derivades variacionals.
- 1955 Juntament amb Dmitri Xírkov, va desenvolupar el mètode del grup de renormalització.
- 1955: Conjuntament amb Ostap Parassiuk va demostrar el teorema de la finitud i la singularitat (per a teories renormalitzables) de la matriu de dispersió en qualsevol ordre de la teoria de la pertorbació (teorema de Bogoliúbov-Parassiuk) i va desenvolupar un procediment (operació R) per a una resta pràctica de singularitats en la teoria quàntica de camps.[27][28]
- 1965: Conjuntament amb Borís Struminski i Albert Tavkhelidze, i independentment de Moo-Young Han, Yoichiro Nambu i Oscar W. Greenberg, va suggerir un model de tripleta de quark i va introduir un nou grau quàntic de llibertat (més tard anomenat càrrega de color) per als quarks.[29]
- Va oferir la primera prova de relacions de dispersió, importants en la física de partícules elementals.

## Alumnes notables
Galina Ióssifovna Biriuk, Ióssif Gikhman, Kiril Gúrov, Dmitri Zúbarev, Vladímir Kadixevski, Iridi Kvasnikov, Iuri Klimontóvitx, Selim Krein, Aleksandr Kurbatov, Anatoli Logunov, Borís Medvédev, Iuri Mitropolski, Vsévolod Moskalenko, Vladímir Petróvitx Pavlov, Ostap Parassiuk, Mikhaïl Polivànov, Borís Sadóvnikov, Aleksei Sissakian, Borís Struminski, Aleksandr Dmítrievitx Sukhànov, Albert Tavkhelidze, Serguei Tiàblikov, Vitali Petróvitx Xelest, Dmitri Xírkov.

## Graus acadèmics
- Doctor en Matemàtiques ("honoris causa") (1930)
- Professor de la Universitat de Kíiv (1936)
- Professor de la Universitat Estatal de Moscou des del 1943 fins al 1992
- Membre corresponent de l'Acadèmia de les Ciències de l'URSS (1946) - Departament de Ciències Físiques i Matemàtiques (especialitat "física matemàtica")
- Acadèmic de l'Acadèmia de les Ciències de l'URSS (1953) - Departament de Ciències Físiques i Matemàtiques (especialitat "matemàtiques")
- Membre honorari estranger de l'Acadèmia Americana de les Arts i les Ciències (1960)
- Membre estranger de l'Acadèmia Búlgara de les Ciències (1961)
- Membre estranger de l'Acadèmia Polonesa de les Ciències (1962)
- Membre estranger de l'Acadèmia de les Ciències de l'RDA (1966)
- Membre corresponent estranger de l'Acadèmia de les Ciències de Heidelberg (Alemanya, 1968)
- Membre estranger de l'Acadèmia Nacional de Ciències dels Estats Units (1969)
- Membre estranger de l'Acadèmia de Ciències d'Hongria (1979)
- Membre estranger de l'Acadèmia de Ciències de Txecoslovàquia (1980)
- Membre estranger de l'Acadèmia de Ciències de Mongòlia (1983)
- Membre estranger de l'Acadèmia Nacional de Ciències de l'Índia (INSA; 1983)

N. N. Bogoliúbov va obtenir el títol de doctor honoris causa per diverses universitats del món:
- Doctor honoris causa en ciències per la Universitat d'Allahabad (Índia, 1958)
- Doctor honoris causa en ciències per la Universitat Humboldt de Berlín (1960)
- Doctor honoris causa en ciències per la Universitat de Chicago (EUA, 1967)
- Doctor honoris causa en ciències per la Universitat de Torí (Itàlia, 1969)
- Doctor honoris causa en ciències per la Universitat de Breslau (1970)
- Doctor honoris causa en ciències per la Universitat de Bucarest (Romania, 1971)
- Doctor honoris causa en ciències per la Universitat de Hèlsinki (Finlàndia, 1973)
- Doctor honoris causa en ciències per la Universitat de Varsòvia (1977)

## Publicacions

### Llibres

#### Matemàtica i mecànica no lineal
- (francès) N. N. Bogoliubov (1934) Sur quelques méthodes nouvelles dans le calcul des variations. A: Annali di Matematica Pura ed Applicata. 7:249-271, 1930.
- Krilov N.M, Bogolyubov, N.N. Introducció a la mecànica no lineal, rus: Введение в нелинейную механику. - Kíev: Editorial de l'Acadèmia de les Ciències de l'RSS d'Ucraïna, 1937.
- (anglès) N. N. Bogolyubov, Y. A. Mitropolsky (1961) Asymptotic Methods in the Theory of Non-Lineal Oscillations. Nova York, Gordon and Breach.

#### Mecànica estadística
1. N. N. Bogoliúbov (1945) Sobre alguns mètodes estadístics en física matemàtica, rus: О некоторых статистических методах в математической физике. - Kíev: Editorial de l'Acadèmia de Ciències de l'RSS d'Ucraïna.
2. (anglès) N. N. Bogoliubov, V. V. Tolmachev, D. V. Shirkov (1959): A New Method in the Theory of Superconductivity. Nova York, Consultants Bureau.
3. (anglès) N. N. Bogoliubov (1960): Problems of Dynamic Theory in Statistical Physics. Oak Ridge, Tenn., Technical Information Service.
4. (anglès) N. N. Bogoliubov (1967—1970): Lectures on Quantum Statistics. Problems of Statistical Mechanics of Quantum Systems. Nova York, Gordon and Breach.
5. (anglès) N. N. Bogolubov i N. N. Bogolubov, fill (1992): Introduction to Quantum Statistical Mechanics. Gordon and Breach. ISBN 2-88124-879-9.

#### Teoria quàntica de camps
1. (anglès) N. N. Bogoliubov, B. V. Medvedev, M. K. Polivanov (1958): Problems in the Theory of Dispersion Relations. Institute for Advanced Study, Princeton.
2. (anglès) N. N. Bogoliubov, D. V. Shirkov (1959): The Theory of Quantized Fields. Nova York, Interscience. El primer llibre de text sobre la teoria de grups de renormalització.
3. (anglès) N. N. Bogoliubov, A. A. Logunov and I. T. Todorov (1975): Introduction to Axiomatic Quantum Field Theory.[30] Reading, Mass.: W. A. Benjamin, Advanced Book Program. ISBN 978-0-8053-0982-9. ISBN 0-8053-0982-9.
4. (anglès) N. N. Bogoliubov, D. V. Shirkov (1980): Introduction to the Theory of Quantized Field. John Wiley & Sons Inc; 3a edició. ISBN 0-471-04223-4. ISBN 978-0-471-04223-5.
5. (anglès) N. N. Bogoliubov, D. V. Shirkov (1982): Quantum Fields. Benjamin-Cummings Pub. Co., ISBN 0-8053-0983-7.
6. (anglès) N. N. Bogoliubov, A. A. Logunov, A. I. Oksak, I. T. Todorov (1990): General Principles of Quantum Field Theory. Dordrecht [Països Baixos]; Boston, Kluwer Academic Publishers. ISBN 0-7923-0540-X. ISBN 978-0-7923-0540-8.

#### Publicacions seleccionades
- (anglès) N. N. Bogoliúbov, Selected Works. Part I. Dynamical Theory. Gordon and Breach, Nova York, 1990. ISBN 2881247520, ISBN 9782881247521.
- (anglès) N. N. Bogoliúbov, Selected Works. Part II. Quantum and Classical Statistical Mechanics. Gordon and Breach, Nova York, 1991. ISBN 2881247687.
- (anglès) N. N. Bogoliúbov, Selected Works. Part III. Nonlinear Mechanics and Pure Mathematics. Gordon and Breach, Amsterdam, 1995. ISBN 2881249183.
- (anglès) N. N. Bogoliúbov, Selected Works. Part IV. Quantum Field Theory. Gordon and Breach, Amsterdam, 1995. ISBN 2881249264, ISBN 978-2881249266.

### Articles seleccionats
1. N. N. Bogoliúbov. Кинетические уравнения (Equacions cinètiques) // Revista de física experimental i teòrica. - 1946.- T. 16 (8). - Pàgs. 691-702.
2. N. N. Bogoliúbov., K.P. Gúrov. Кинетические уравнения в квантовой механике (Equacions cinètiques de la mecànica quàntica) // Revista de física experimental i teòrica. - 1947.- T. 17 (7). - Pàgs. 614-628.
3. N. N. Bogoliúbov. К теории сверхтекучести (Sobre la teoria de la superfluidesa) // Editorial de l'Acadèmia de Ciències de l'URSS. - 1947.- T. 11 (1). -Pàg. 77.
4. N. N. Bogoliúbov. Об одном вариационном принципе в задаче многих тел (Per un principi variacional en el problema de molts cossos) // Informes de l'Acadèmia de Ciències de l'URSS. - 1958. - T. 119. - Pàgs. 244-246.
5. N. N. Bogoliúbov. О новом методе в теории сверхпроводимости (Sobre un nou mètode en la teoria de la superconductivitat) // Revista de física experimental i teòrica. - 1958.- T. 34 (1). - Pàg. 58.
6. N. N. Bogoliúbov, O. S. Parasiuk. К теории умножения причинных сингулярных функций(Sobre la teoria de la multiplicació de les funcions singulars causals) // Informes de l'Acadèmia de Ciències de l'URSS - 1955. - T. 100. - Pàg. 25.
7. N. Bogolubov, B. Struminsky, A. Tavkhelidze. JINR, Preprint D-1968, Dubna 1965.